# Блокшив
Блокшив е стар, несамоходен кораб или плавателен съд и/или баржа, оставен в пристанище, на който могат да се разположат лазарети, митнически постове, затвор, склад и т.н. Като блокшив могат да се използват всякакви типове плавателни съдове, с изключение на най-малките такива.
Ако блокшив е преоборудван платноход, то това означава от него да се свали такелажа. Както ветрилните, така и моторните кораби при преоборудването им се разоръжават (свалят от тях артилерията, ракетното въоръжение, торпедното въоръжение), а също така и главните и спомагателните механизми.